# 梧桐寨
22°26′13″N 114°07′40″E / 22.4370°N 114.1277°E

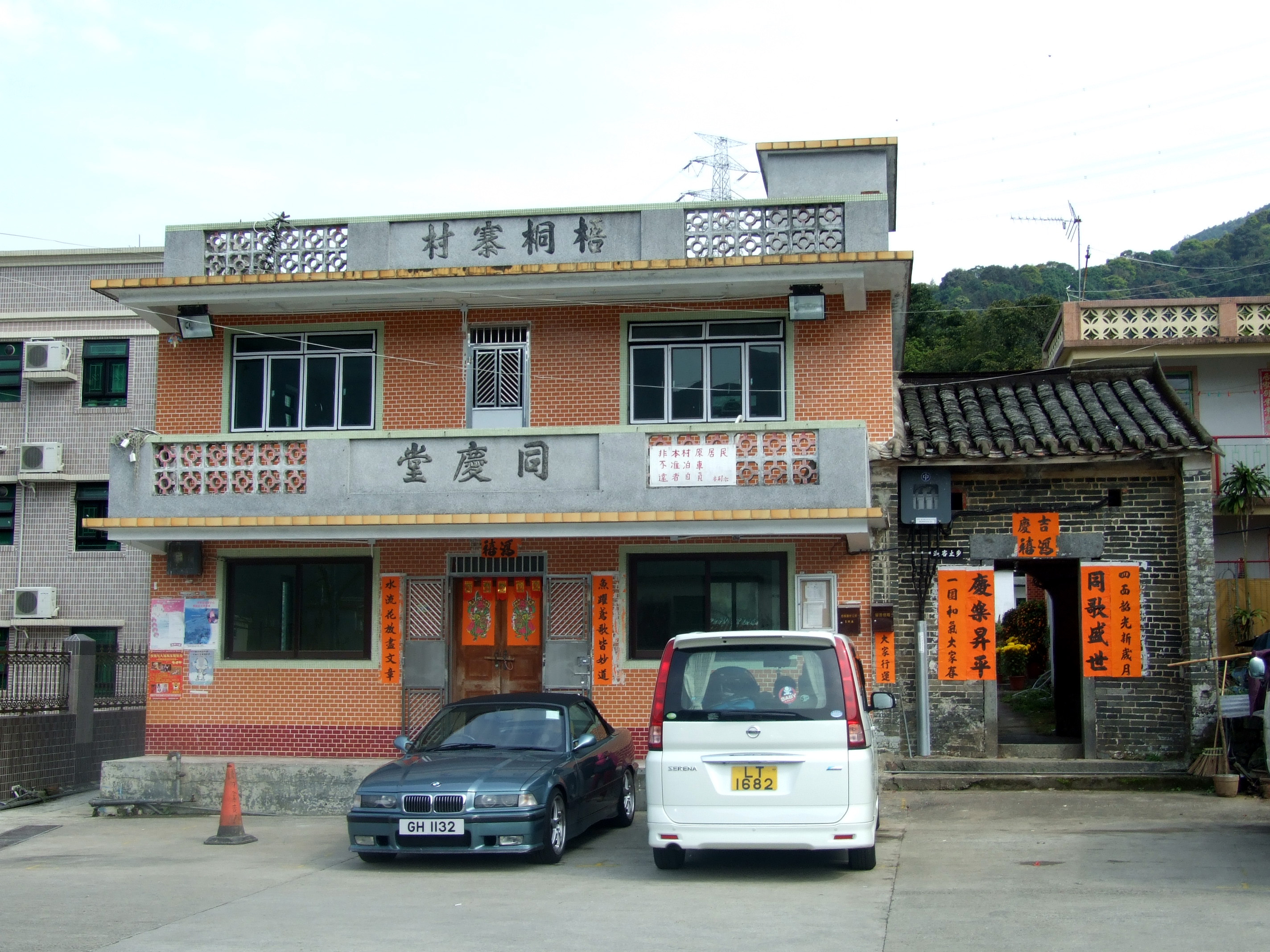
梧桐寨村

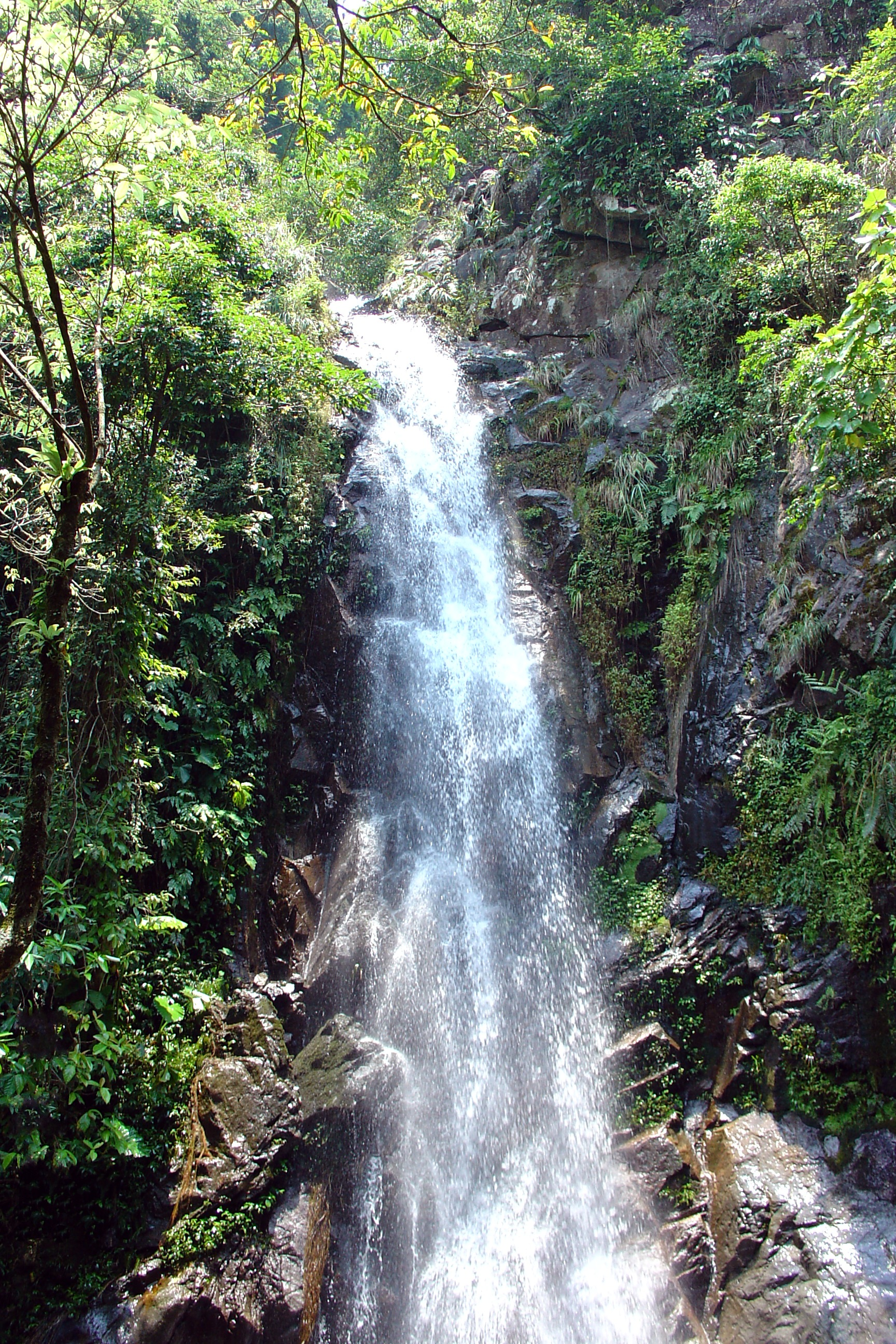
梧桐寨瀑布（中瀑）

梧桐寨（英文：Ng Tung Chai）是香港新界大埔區的一個地方，位於大埔之西南部近大帽山及林村谷一帶。當中的梧桐寨村為區內的一條悠久客家村落，而梧桐寨的不少範圍被劃入大帽山郊野公園之梧桐寨特別地區內，當中的梧桐寨石澗更被譽為香港九大石澗之首。源於大帽山北麓猴岩頂(又名燕岩頂，海拔679米)，梧桐寨瀑布由四個瀑布組成，是香港規模最大的瀑布，主瀑高達30米。
梧桐寨村長: 丘玉生
梧桐寨獲由香港郊野公園之友會、國際獅子總會港澳三０三區及漁農自然護理署舉辦，「香港十大自然勝景」第九名。

## 交通
乘搭港鐵東鐵綫到大埔墟站、太和站或屯馬綫錦上路站，轉乘九龍巴士64K線，於林錦公路梧桐寨村下車，沿梧桐寨村車路走約750米。
巴士